# Beltway Sniper Attacks

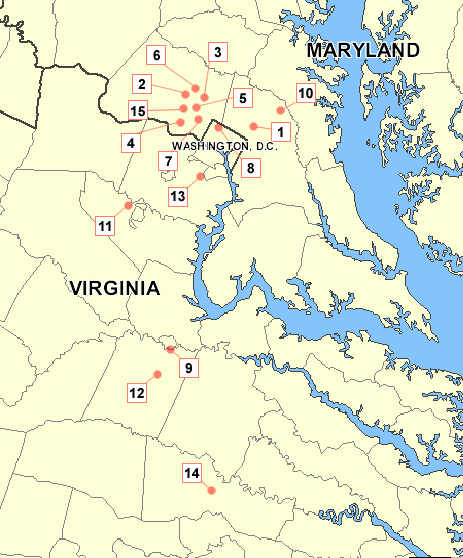
Karte mit den Orten der Schüsse um Washington, chronologisch nummeriert

Die Beltway Sniper Attacks waren eine Reihe von Angriffen auf die Zivilbevölkerung durch zwei Heckenschützen im Oktober 2002, betroffen war das Gebiet um Washington, D.C. und die Interstate 95 (der sogenannten Beltway) in Virginia. Die beiden Täter, die Ende Oktober 2002 festgenommen werden konnten, hatten mittels eines mit einer Zieleinrichtung ausgestatteten Selbstladegewehrs auf Passanten geschossen. Sie benutzten ein Fahrzeug, das so modifiziert war, dass sie liegend aus dem Kofferraum unerkannt schießen konnten. Mindestens zehn Menschen wurden getötet und drei schwer verletzt, drei weitere Morde konnten den Tätern allerdings nicht nachgewiesen werden.
Die Täter traten mehrmals telefonisch oder schriftlich über Notizen am Tatort mit den Behörden in Kontakt. Über das Motiv der Taten gibt es dennoch widersprüchliche Aussagen, darunter Terrorismus, die Erpressung von 10 Millionen Dollar sowie die Verschleierung des geplanten Mordes an der Ehefrau eines der beiden Täter.

## Die Schützen
Nachdem die Behörden zunächst von einem einzigen Schützen ausgingen, bekam der Täter von den Medien verschiedene Titel: Beltway Sniper, D.C. Sniper, Washington Sniper, Serial Sniper und gegen Ende Tarot Card Sniper. Entgegen den Spekulationen stellte sich allerdings heraus, dass es zwei Täter gab: den 41-jährigen John Allen Muhammad und den 17-jährigen Lee Boyd Malvo, der sich als Muhammads Sohn ausgab und sich John Lee Malvo nannte.

## Chronologie der Ereignisse
- Am 5. September 2002 wurde um 22:30 Uhr Paul LaRuffa, ein 55-jähriger Besitzer einer Pizzeria, von sechs Kugeln getroffen, als er gerade sein Lokal schließen wollte. Er überlebte. Sein Laptop wurde später bei der Verhaftung Muhammads in dessen Wagen gefunden.

- Am 21. September wurde Claudine Parker, eine Verkäuferin in einem Spirituosenladen in Montgomery, Alabama, bei einem Überfall erschossen. Ihr Assistent wurde verletzt. Die ermittelnden Behörden verdächtigen Muhammad und Malvo, auch diesen Raubmord begangen zu haben. Am Tatort wurde ein Fingerabdruck Malvos gefunden.

- 2. Oktober:
  - 17:20 Uhr: Ein Schuss durchschlug ein Fenster von „Michael’s Craft Store“ in Aspen Hill (Maryland). Niemand wurde verletzt.
  - 18:05 Uhr: Das erste nachweisliche Opfer der Beltway Sniper Attacks starb in Wheaton. Der 55-jährige James Martin, Programmierer bei der NOAA und Vater eines elfjährigen Sohnes, wurde auf dem Parkplatz eines Supermarktes erschossen.

- 3. Oktober: Innerhalb von 15 Stunden erschütterte eine Welle von Anschlägen Montgomery County.
  - 7:41 Uhr: James L. Buchanan, ein 39-jähriger Gärtner, wurde in Rockville erschossen, als er einen Rasen mähte.
  - 8:12 Uhr: Prem Kumar Walekar (54), ein indischstämmiger Rentner und Teilzeittaxifahrer, wurde in Aspen Hill beim Betanken seines Taxis erschossen.
  - 8:37 Uhr: Sarah Ramos (34), Babysitterin aus El Salvador und Mutter eines siebenjährigen Sohnes, wurde an einer Bushaltestelle in Silver Spring bei der Lektüre eines Buches erschossen.
  - 9:58 Uhr: Lori Ann Lewis-Rivera (25), ein angehendes Kindermädchen, wurde beim Tanken in Kensington (Maryland) erschossen.
  - 21:15 Uhr: Pascal Charlot (72), ein Tischler aus Haiti im Ruhestand, wurde beim Spaziergang auf der Georgia Avenue in Washington, D.C. getroffen. Er starb eine Stunde später.

- Am 4. Oktober wurde um 14:30 Uhr die 43-jährige Caroline Seawell auf dem Parkplatz eines Michael’s craft store in Spotsylvania County, Virginia, durch Schüsse verletzt, als sie gerade ihre Einkäufe in ihrem Wagen verstaute.

- Am 7. Oktober wurde um 8:09 Uhr Iran Brown, ein 13-jähriger Schüler, beim Betreten der Benjamin Tasker Middle School in Bowie, in den Bauch geschossen. Der Mordversuch wurde als Antwort auf die Aussage der Medien gewertet, dass die Schulen vor dem Sniper sicher seien. In der Nähe des Tatorts fand die Polizei eine Tarotkarte, den Tod, auf der „Lieber Herr Polizist, nenn mich Gott“ stand.

- Am 9. Oktober wurde um 20:18 Uhr der 53-jährige Dean Harold Meyers, Projektmanager und Vietnamveteran, beim Tanken in Prince William County erschossen.

- Am 11. Oktober wurde um 9:30 Uhr Kenneth Bridges (53), sechsfacher Vater und Selfmade-Geschäftsmann, beim Tanken an der Interstate 95 in Spotsylvania County erschossen.

- Am 14. Oktober um 21:15 Uhr wurde die 47-jährige Linda Franklin, eine FBI-Beamtin, zweifache Mutter und angehende Großmutter, in der Nähe von Fairfax County erschossen, nachdem sie gerade ihre Einkäufe erledigt hatte. Nach diesem Mord erhielt die Polizei einen Hinweis eines Zeugen, der sich jedoch als nutzlos herausstellte, da der Zeuge während der Tatzeit im Bett gelegen und geschlafen hatte. Er wurde später wegen Irreführung der Behörden verurteilt. Die Behörden konnten keinen Zusammenhang zwischen dem Beruf Franklins und der Tat herstellen.

- Am 15. Oktober wählte Malvo frühmorgens die amerikanische Notrufnummer 911. “Good morning…” begann eine männliche Stimme. “Don’t say anything. Just listen. We’re the people that are causing the killing in your area. Look on the tarot card. It says: ‘Call me God. Do not release to the press.’ We have called you three times before, trying to set up negotiations. We have got no response. People have died….” “Sir, Mont …” unterbrach die Beamtin. “Get your people…,” antwortete Malvo. Als ihn die Beamtin der Notrufzentrale an die ermittelnden Behörden verweisen wollte, legte er auf.

- Am 19. Oktober wurde um 20 Uhr Jeffrey Hopper (35) auf dem Parkplatz des Ponderosa-Steakhouse in Ashland an der Interstate 95 angeschossen. Er überlebte nach einer Notoperation. Beamte entdeckten einen dreiseitigen Brief des Heckenschützen in einem Wald.

- Am 21. Oktober nahm die Polizei zwei illegale Einwanderer in einem verdächtigen Fahrzeug fest, denen jedoch keine Verbindung zum Heckenschützen nachgewiesen werden konnte. Sie wurden der Einwanderungsbehörde übergeben.

- Am 22. Oktober starb um 5:56 Uhr das letzte Opfer: Der 35-jährige Busfahrer Conrad Johnson, zweifacher Familienvater, wurde auf den Stufen seines Busses in Aspen Hill erschossen. Ein Brief wurde nach einem telefonischen Hinweis Malvos gefunden, mit einer Forderung nach Geld, der mit den Worten endet: „Eure Kinder sind nicht sicher. Nirgendwo und zu keinem Zeitpunkt.“

- Am 23. Oktober wurde Johnson aufgrund von ballistischen Untersuchungen als zehntes Todesopfer bestätigt.

## Verhaftung
Nach einem Hinweis aus der Bevölkerung gerieten John Allen Muhammad und Lee Boyd Malvo in dringenden Tatverdacht, so dass Haftbefehl erlassen wurde. An einem der Tatorte blieb ein Fingerabdruck Malvos zurück. Dieser war den Behörden aus Ermittlungen der Einwanderungsbehörden bekannt. Auf Muhammad war ein blauer Chevrolet Caprice, Baujahr 1990 zugelassen, den die Polizei öffentlich zur Fahndung ausrief. Am 24. Oktober entdeckte ein Lastwagenfahrer das Fahrzeug auf einem Parkplatz und alarmierte die Polizei. Es war zunächst nicht klar, ob sich die Verdächtigen auch im Fahrzeug befanden. Ein Spezialeinsatzkommando griff auf das Fahrzeug zu und überraschte Muhammad und Malvo im Schlaf. Im Wagen fanden die Beamten die Tatwaffe, ein Selbstladegewehr vom Typ Bushmaster.

## Strafprozess und Verurteilung
Am 22. April 2005 wurde Muhammad zum Tode verurteilt, die Hinrichtung erfolgte am 10. November 2009 per Giftspritze. Sein Komplize Malvo wurde aufgrund seiner Minderjährigkeit zur Tatzeit zu einer lebenslangen Freiheitsstrafe ohne Bewährungsmöglichkeit verurteilt. Malvo gab im September 2012 der Washington Post ein Interview, in dem er sich für die Taten entschuldigte. Er bezeichnete sich in dem Interview selbst als Monster und Dieb, weil er den Menschen das Leben gestohlen habe.

## Der Zivilprozess
Die Familien einiger Opfer erhoben Klage gegen die Täter, den Waffenhändler und den Hersteller. Dem Waffenhändler wurde grobe Fahrlässigkeit nachgewiesen, aus seinem Lager „verschwanden“ im Laufe von drei Jahren insgesamt 238 Gewehre. Auch der Hersteller wurde belangt, da sein Vertrieb von Waffen als unverantwortlich bezeichnet werden konnte. Alle drei beklagten Parteien wurden verurteilt, den Familien der Opfer wurden 2,5 Mio. US-Dollar zugesprochen. Es war das erste Mal, dass Waffenfirmen und deren Händler wegen Gewalttaten verurteilt wurden, die mit ihren Produkten begangen wurden, und stellt somit einen Präzedenzfall dar.

## Kulturelle Verarbeitung
- 2003 schrieb der ehemalige Polizeichef von Montgomery County Charles Moose das Buch Three Weeks in October.
- Im Juni 2008 wurde von Barbara Kopple die Dokumentation The D.C. Sniper's Wife produziert, die das Geschehen aus Sicht von Mildred Muhammad, Ehefrau von John Allen Muhammad, schildert. Mildred Muhammad war auch einen Tag vor der Hinrichtung ihres Mannes bei Larry King zu Gast.
- Der Fall um Muhammad und Malvo wurde 2003 unter dem Titel D.C. Sniper: 23 Days of Fear (deutsch Sniper – Der Heckenschütze von Washington) unter der Regie von Tom McLoughlin für das Fernsehen verfilmt. Bobby Hosea spielte hierbei John Allen Muhammad, Trent Cameron Lee Boyd Malvo.
- 2010 wurde der Spielfilm D.C. Sniper gedreht. Ken Foree spielte John Allen Muhammad und Tory N. Thompson Lee Malvo.
- 2013 wurde die Geschichte unter dem Titel Blue Caprice verfilmt, wobei Malvo von Tequan Richmond und Muhammad von Isaiah Washington gespielt wurden.

## Erinnerung
In den Brookside Gardens in Wheaton, Maryland steht ein Mahnmal für die Opfer.

## Trivia
Die Taktik des aus dem Kofferraum schießenden Heckenschützen war bereits 1982 in der Fernsehserie Die Profis, Staffel 04 Episode 14 Kickback zu sehen. Der Schütze schoss von der Ladefläche eines Land Rovers der mit einer Plane versehen war. Während des Nordirlandkonflikts wurde diese Taktik ebenfalls von den South Armagh Snipers bis 1997 angewandt.